# Parc provincial ȽÁUˌWELṈEW̱ / John Dean
 (avril 2021).
La mise en forme du texte ne suit pas les recommandations de Wikipédia : il faut le « wikifier ».
Les points d'amélioration suivants sont les cas les plus fréquents. Le détail des points à revoir est peut-être précisé sur la page de discussion.
- Les titres sont pré-formatés par le logiciel. Ils ne sont ni en capitales, ni en gras.
- Le texte ne doit pas être écrit en capitales (les noms de famille non plus), ni en gras, ni en italique, ni en « petit »…
- Le gras n'est utilisé que pour surligner le titre de l'article dans l'introduction, une seule fois.
- L'italique est rarement utilisé : mots en langue étrangère, titres d'œuvres, noms de bateaux, etc.
- Les citations ne sont pas en italique mais en corps de texte normal. Elles sont entourées par des guillemets français : « et ».
- Les listes à puces sont à éviter, des paragraphes rédigés étant largement préférés. Les tableaux sont à réserver à la présentation de données structurées (résultats, etc.).
- Les appels de note de bas de page (petits chiffres en exposant, introduits par l'outil «  Source ») sont à placer entre la fin de phrase et le point final[comme ça].
- Les liens internes (vers d'autres articles de Wikipédia) sont à choisir avec parcimonie. Créez des liens vers des articles approfondissant le sujet. Les termes génériques sans rapport avec le sujet sont à éviter, ainsi que les répétitions de liens vers un même terme.
- Les liens externes sont à placer uniquement dans une section « Liens externes », à la fin de l'article. Ces liens sont à choisir avec parcimonie suivant les règles définies. Si un lien sert de source à l'article, son insertion dans le texte est à faire par les notes de bas de page.
- La présentation des références doit suivre les conventions bibliographiques. Il est recommandé d'utiliser les modèles {{Ouvrage}}, {{Chapitre}}, {{Article}}, {{Lien web}} et/ou {{Bibliographie}}. Le mode d'édition visuel peut mettre en forme automatiquement les références.
- Insérer une infobox (cadre d'informations à droite) n'est pas obligatoire pour parachever la mise en page.

Pour une aide détaillée, merci de consulter Aide:Wikification.
Si vous pensez que ces points ont été résolus, vous pouvez retirer ce bandeau et améliorer la mise en forme d'un autre article.
Le parc provincial ȽÁUˌWELṈEW̱ / John Dean (en anglais : ȽÁUˌWELṈEW̱ / John Dean Provincial Park), anciennement parc provincial John Dean, est un petit parc provincial à végétation dense (174 hectares) situé dans la péninsule de Saanich, au sud de l'île de Vancouver, en Colombie-Britannique, au Canada. Le parc est situé sur et autour du mont Newton (ȽÁU,WELṈEW̱) une montagne située sur le territoire traditionnel des Premières Nations Wsanec, lui-même situé à 20 km au nord de Victoria, la capitale provinciale.
Le parc est réputé pour ses vieilles forêts vierges de douglas de Menzies et de thuya géant, avec de grands spécimens pouvant atteindre 70 m de hauteur et pour son riche écosystème côtier de douglas de Menzies, dont il en reste peu dans le sud de l'île de Vancouver. Environ un quart de la forêt ancienne au nord-ouest se trouve sur la réserve de Cole Bay de la Première Nation de Pauquachin (en).

## Géographie

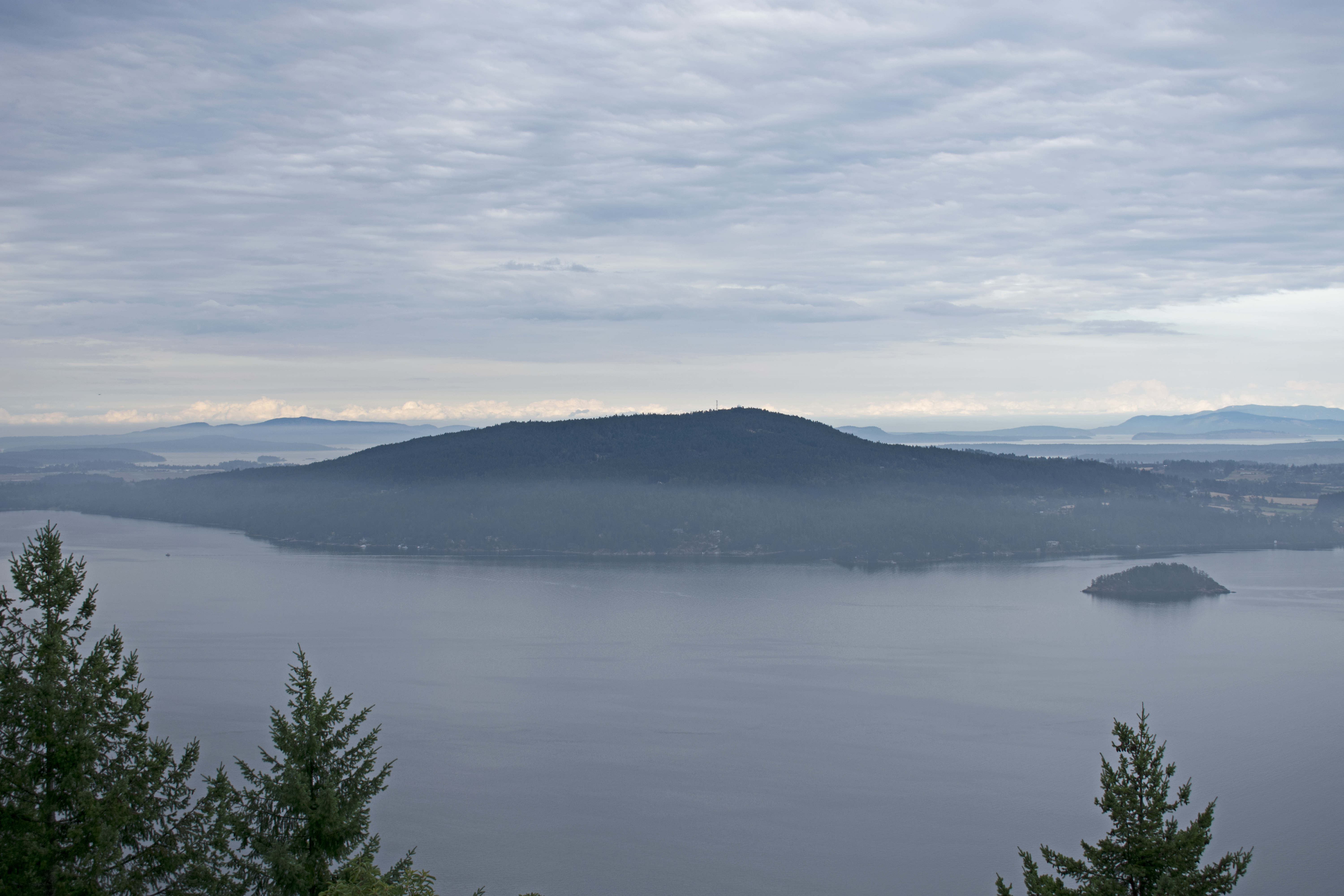
Mont Newton vu à travers Saanich Inlet

Le parc est délimité par l'inlet Saanich à l'ouest, la communauté de Dean Park limite des parties de la forêt sur le versant est, le reste est délimité au sud et au sud-est par l'agriculture résidentielle à faible densité et à usage mixte, certaines poches sous les auspices de la réserve de terres agricoles du Canada.
La péninsule ne fait qu'environ 8 km de large à l'endroit où elle chevauche le parc, et des points d'observation marqués offrent des vues panoramiques sur le bras Saanich (en) à l'ouest et sur le chenal Cordova, à l'est.
Le mont Newton est situé à la limite de North Saanish et Central Saanich, toutes deux située dans le district régional de la Capitale.

## Histoire
Dans la culture des Premières Nations, le sommet de la montagne s'appelait ȽÁU,WELṈEW̱, la haute terre qui leur a permis de survivre à la grande inondation - ils ont ancré leur canot avec une corde de cèdre rouge de l'Ouest à un grand arbousier au sommet,. ȽÁU,WELNEW se prononce mieux comme Tlay-will-nook.
Au début des années 1900, le pionnier John Dean (1850-1943) a érigé une cabane près de ce qui est maintenant le centre du parc. Dean a fait don du terrain d'origine qui est devenu le parc en 1921, qui a ensuite été agrandi. La cabane Dean a été rasée en 1957, mais les fondations et une grande partie des matériaux de construction restent, et le site est marqué d'un panneau. Il est décrit comme un excentrique qui avait été maire de Rossland et célibataire de longue date. Il a été inhumé au cimetière de Ross Bay.

### Histoire du radar

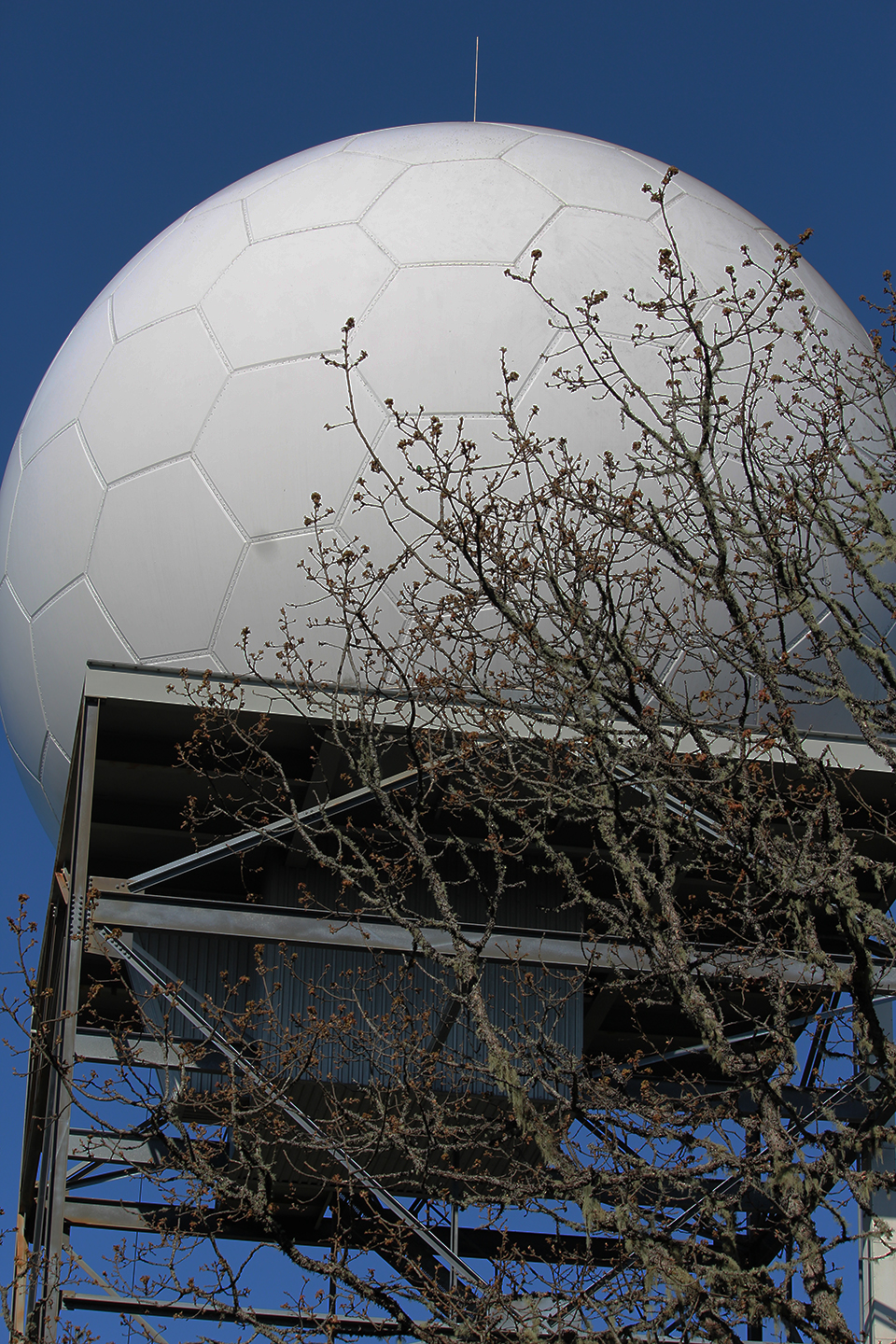
Le radar de contrôle de la circulation situé au sommet du mont Newton dans le parc provincial John Dean.

Au sommet de la montagne se trouve un grand radar Doppler qui peut être vu de la plupart des points élevés de Victoria . Il est qualifié de « grand ballon de football » par les citoyens en raison de l'apparence de son radôme, mais il est en fait situé sur une tour de fondation massive avec un sommet à 25 mètres au-dessus du sol. Le radar appartient et est exploité par Nav Canada et est utilisé pour le contrôle de la circulation aérienne, et est souvent confondu avec un radar météorologique.
Au milieu des années 80, Transports Canada a acheté 39 nouveaux systèmes de tour radar à la fine pointe de la technologie, qui assureraient une surveillance aérienne complète du Canada ; c'était une priorité d'importance nationale. Peu de temps après, un comité de sélection du site a été créé pour localiser un site répondant à certains critères de l'aéroport international de Victoria.
De nombreux sites ont été considérés, mais le site du mont Newton était le seul qui satisfaisait à tous les critères opérationnels ; ainsi, le ministère des Transports a donné son approbation en 1982. La zone de couverture prévue était basée sur l'analyse des cartes topographiques. « Tout impact potentiel des arbres ou du feuillage sera évalué par des vérifications en vol après la construction. »
Raytheon Canada Ltd. a reçu le contrat de construction d'installations clés en main prêtes à l'emploi, en utilisant une configuration de tour standard d'une hauteur de 25 mètres. Après l'achèvement de la tour en novembre 1989, le 23 février 1990, Raytheon Canada Ltd. et Transports Canada ont effectué des vérifications en vol. Les vérifications ont permis de vérifier que l'équipement fonctionnait conformément aux spécifications et l'installation a été remise à Transports Canada. L'installation est maintenant située sur un terrain clôturé adjacent au parking, accessible par une porte verrouillée et un chemin de gravier.
Un deuxième radar est situé en contrebas du premier, il s'agit d'un radar parabolique rotatif détenu et exploité par la Garde côtière canadienne et utilisé pour transmettre des signaux haute fréquence entre les navires de la Garde côtière et les navires commerciaux / de loisirs en cas d'urgence.

### Histoire récente
En mai 2019, le parc provincial John Dean a été renommé ȽÁU,WELṈEW̱ / Parc provincial John Dean,.

## Écologie

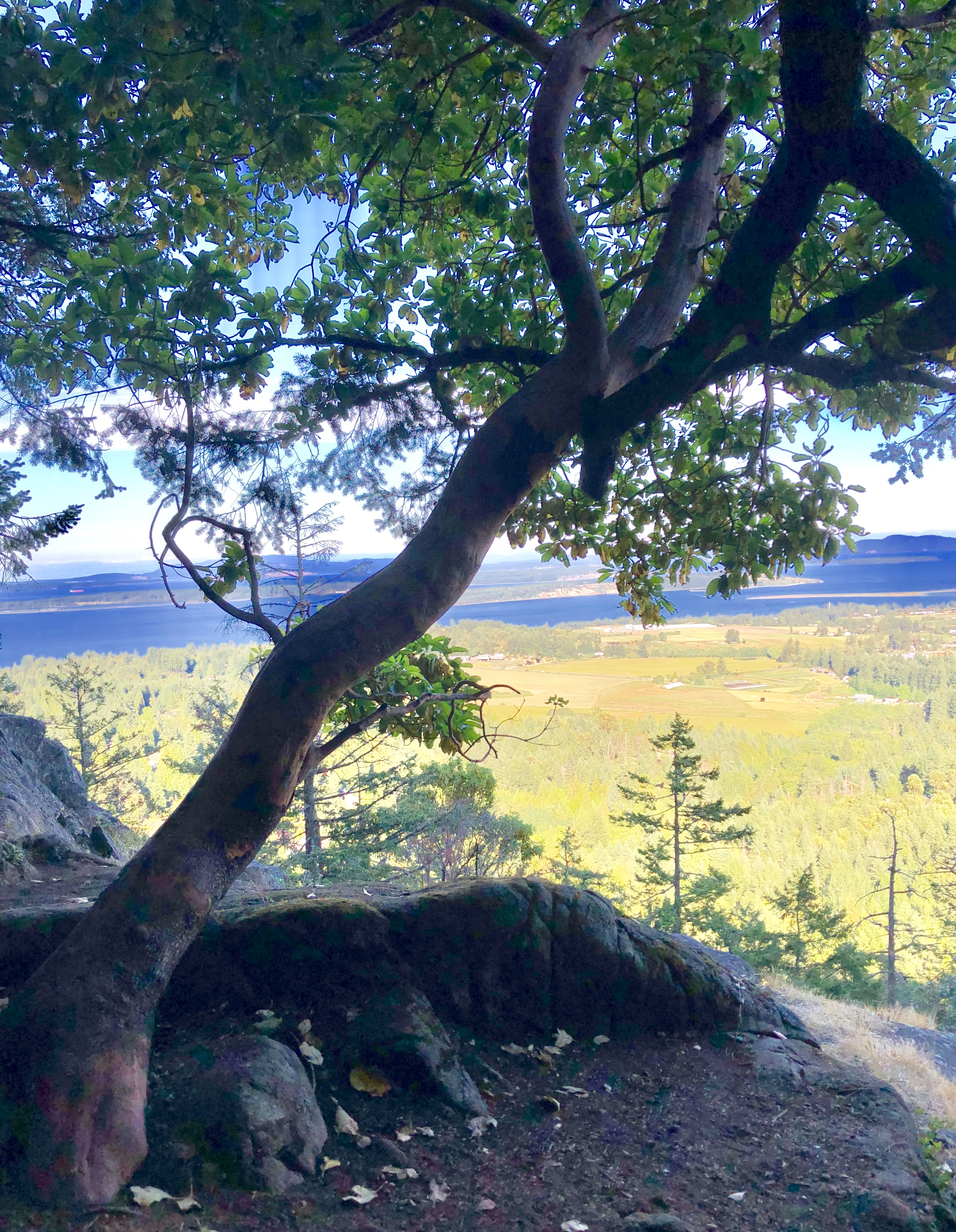
Arbousier à ȽÁU,WELṈEW̱ / Parc provincial John Dean

Le parc provincial John Dean contient du Douglas taxifolié vierge (P. menziesii var. Menziesii) et du thuya géant (Thuja plicata), alors que presque toutes les autres taches contiennent une deuxième pousse ou moins.
Les espèces d'arbres du parc comprennent : le thuya géant, le douglas de la côte, l'aulne rouge, le pin tordu, le sapin grandissime, l'arbousier, le chêne de Garry, un peu de pruche de l'Ouest, l'érable à grandes feuilles, parfois if de l'Ouest, quelques petits peuplier de l'Ouest et l'amélanchier à feuilles d'aulne, cerises (genre Prunus) et quelques saules (genre Salix). Plus la montagne est élevée, les arbres passent d'un habitat de cèdre-sapin à une forêt de chênes-arbousiers-sapins.
Le parc contient également des fleurs sauvages indigènes rares, comme le Grand Pic Dryocopus pileatus) et le chêne de Garry de plus en plus menacé (Quercus garryana var. Garryana).
L'arbre le plus haut, un sapin de Douglas juste à côté du sentier Valley Mist, mesure 70,9 m de haut, et est le plus grand arbre de la municipalité de North Saanich (le dauphin mesure 69,9 m de haut, tout près). Les forêts anciennes productives de l'île ont été exploitées, 87% dans le sud de l'île de Vancouver et 99% de la zone biogéoclimatique côtière de douglas et de sapin (voir les zones biogéoclimatiques de la Colombie-Britannique). Cette espèce de douglas est actuellement le deuxième plus grand arbre au Canada (93,27 mètres, après une épinette de Sitka de 96 mètres, le Carmanah Giant).
Le douglas de Menzies, à une hauteur record de 126,5 m était autrefois le deuxième plus grand arbre du monde, plus grand que les séquoias, seulement dépassé par l'Eucalyptus regnans, à une hauteur record de 150 m.
Les arbres du parc, cependant, n'ont en aucun cas établi un record par rapport aux géants de l'habitat plus humide et meilleur pour la culture des arbres du côté ouest de l'île de Vancouver, mais font partie de l'habitat du sapin douglas sec en voie de disparition. dont seulement 1% depuis le début de l'ère industrielle.

## Installations
Il y a environ 6 km de sentiers de randonnée bien balisés entretenus par une organisation de citoyens locaux appelée Friends of John Dean Park. Le terrain est vallonné, mais ne nécessite pas de matériel de randonnée dans des conditions sèches, qui prévalent à la fin du printemps et en été. Il y a plusieurs points de vue le long de ces sentiers où les randonneurs peuvent avoir une vue sur la péninsule de Saanich et l'inlet de Saanich.
L'entrée principale du parc est fermée à la circulation automobile de novembre à mars. La saison morte est constamment humide et couvert, bien que la pluie soit souvent douce ; si la température baisse, de fortes chutes de neige ne sont pas inhabituelles en décembre et janvier.